# Pamtim samo sretne dane (2023.)
Pamtim samo sretne dane je hrvatski dramski film, redatelja Nevija Marasovića i scenarista Gjermunda Gisvolda. Svjetska premijera filma prikazana je 16. srpnja 2023. na 70. Pulskom filmskom festivalu gdje je dobio ocjenu publike: 4,56, Iste godine premijere filmova održane su 10. studenoga na 21. Zagrebačkom filmskom festivalu i 28. studenoga na 7. Filmskom festivalu glumca. Regionalna premijera održala se 1. ožujka 2024. godine na 52. Međunarodnom filmskom festivalu u Beogradu.
Uoči kinodistribucije koja će krenuti 4. travnja 2024. film je premijerno prikazan 24. ožujka u Osječkom hrvatskom narodnom kazalištu u sklopu 17. Festivala mediteranskog filma Split., 28. ožujka u zagrebačkom kinu Kinoteka i u Art-kinu Croatia u Rijeci.

## Radnja
Umorni starac sjedi u restoranu koji predstavlja čekaonicu za drugi svijet. Promatra goste restorana koji predstavljaju njega i njegovu užu obitelj u važnim trenutcima njegovog života. Trenutci koji su utjecali na njega i tu obitelj te ga pretvorili u čovjeka kakav je bio na kraju svog života.

## Glumačka postava
- Radko Polič kao starac Hrvoje Kasum
- Ivana Starčević kao konobarica
- Andrija Žunac kao tinejdžer Hrvoje
- Zlatko Burić-Kićo kao kuhar, Hrvojev tata
- Stjepan Perić kao konobar, Mika, kuharov unuk
- Tena Nemet Brankov kao trudnica, Ines
- Marko Petrić kao zaručnik, Hrvoje
- Lana Meniga kao studentica, Ines
- Toma Medvešek kao student, Hrvoje
- Leona Paraminski kao zgodna mama, Ines
- Janko Popović Volarić kao zgodni tata, Hrvoje
- Tonka Kovačić kao tinejdžerka
- Jona Despot kao beba, Mika
- Nina Violić kao Ines Kasum
- Goran Bogdan kao Hrvoje Kasum
- Tara Thaller kao Slavica Kasum, Inesina sestra
- Manfred Rutnik kao trogodišnjak
- Alma Prica kao srednjovječna supruga, Ines
- Franjo Kuhar kao srednjovječni suprug, Hrvoje
- Rok Juričić kao sin student, Mika
- Leon Lučev kao političar, Hrvoje
- Gjermund Gisvold kao Juda
- Mario Petreković kao navijač
- Jelena Miholjević kao šutljiva majka, Ines
- Goran Grgić kao prosti otac, Hrvoje
- Dag Vajdić kao sin krizmanik, Mika
- Tihana Lazović Trifunović kao mama sa snimke, Ines
- Dado Ćosić kao tata sa snimke, Hrvoje
- Milan Štrljić kao stari šminker, Hrvoje
- Hrvoje Brlečić kao vozač
- Doris Šarić-Kukuljica kao sijeda supruga, Ines
- Vinko Kraljević kao sijedi suprug, Hrvoje
- Ruslan Nabiullin kao znatiželjni klinac, Mika
- Živko Anočić kao otac s kartama, Hrvoje
- Zdenko Jelčić kao odvjetnik
- Ivana Starčević kao barska pjevačica, Hrvojeva majka
- Borna Sor kao apostol
- Lea Kašpar kao apostol

## Produkcija
Film je snimam u prvoj polovici 2019. godine, ali je zbog pandemije Covid-19 odgođen.

## Vanjske poveznice
- Službena stranica filma – Švenk
- Službena stranica u internetskom katalogu hrvatskih filmova HAVC-a